# Joseph Guerber

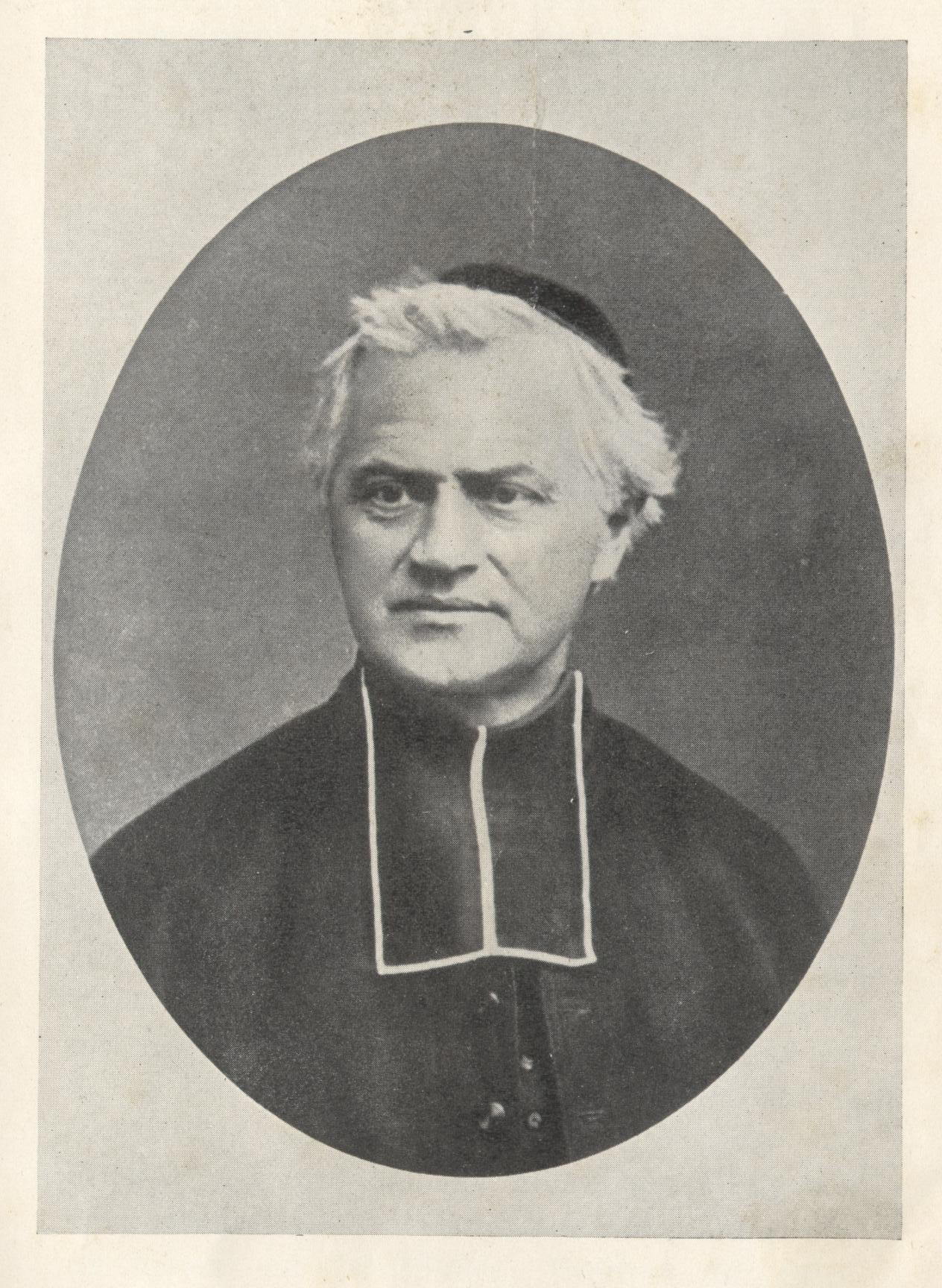
Joseph Guerber, Porträt aus der Biographie von Heinrich Cetty, 1910

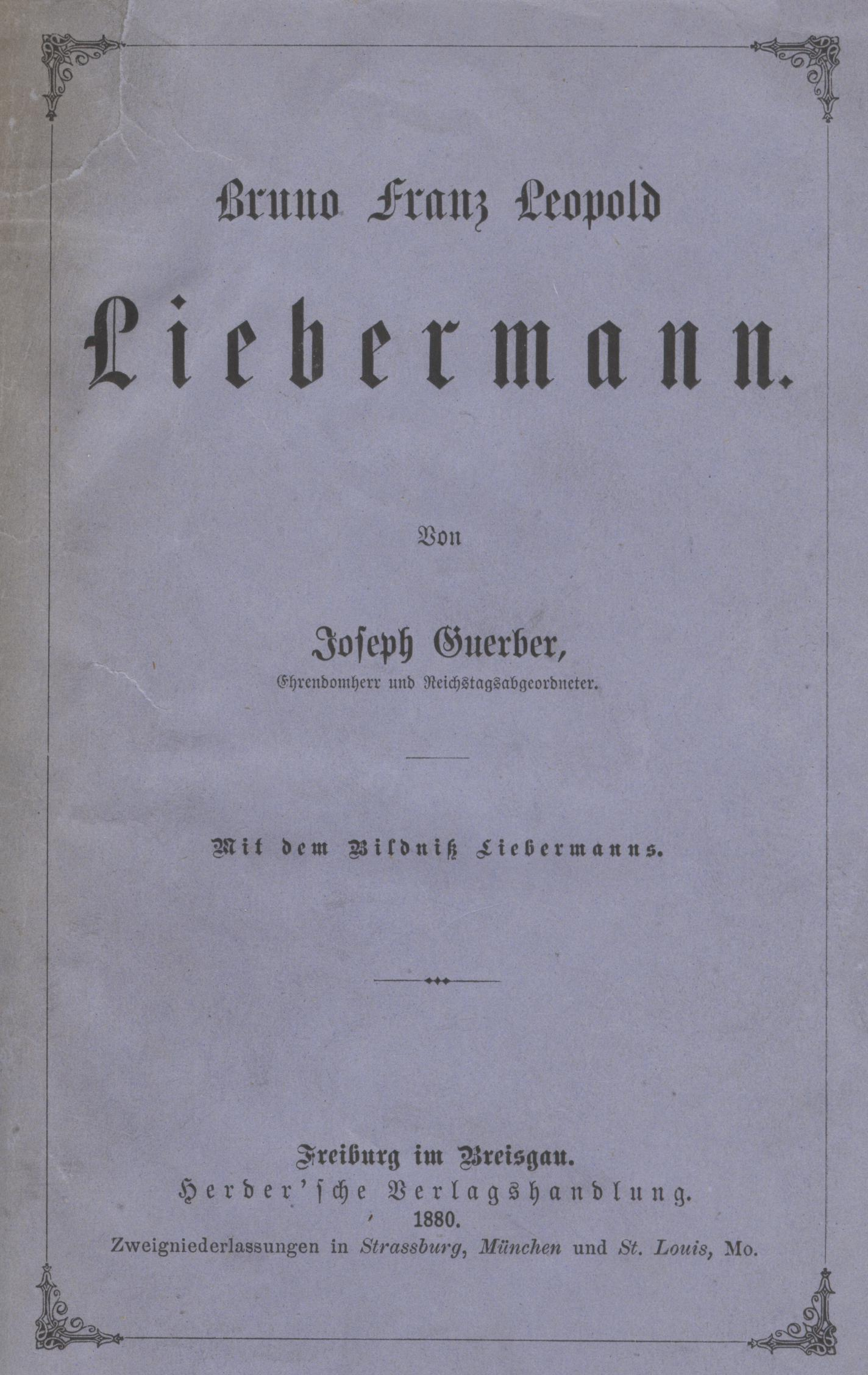
Titelblatt zu Joseph Guerbers bekanntestem Buch, der Biographie über Bruno Franz Leopold Liebermann

Joseph Guerber (gesprochen: Gerber; * 23. September 1824 in Weissenburg (jetzt Wissembourg), Elsass; † 16. Juli 1909 in Straßburg) war ein elsässischer katholischer Priester, Straßburger Domherr, von 1874 bis 1903 Abgeordneter des Deutschen Reichstages, Publizist und Buchautor.

## Leben
Joseph Guerber wurde am 23. April 1824 in dem elsässischen Städtchen Weissenburg, hart an der Grenze zur bayerischen Rheinpfalz geboren. Deshalb beherrschte er sowohl Französisch als auch Deutsch mit „gleicher Leichtigkeit und Eleganz in Wort und Schrift“, wie es in seiner Biographie heißt. Zwei ältere Brüder, die sich dem geistlichen Stand gewidmet hatten, wurden seine Vorbilder. Joseph Guerber trat in das Kleine Seminar zu Straßburg ein und wechselte schließlich an das Große Seminar. In Straßburg empfing er 1848 auch die Priesterweihe und ging danach für ein Jahr an die Universität in Bonn, um seine Studien zu vervollständigen. Im bewegten Revolutionsjahr 1849 trat Guerber seine erste Seelsorgestelle als Vikar der Pfarrei St. Georg zu Hagenau an. Als Kaplan wechselte er vier Jahre später nach Straßburg, St. Johann, danach amtierte er kurzfristig in Mutzig. Im Jahre 1855 avancierte sein älterer Bruder Viktor Guerber zum Pfarrer von Hagenau. Viktor Guerber war zu dieser Zeit schon eine Berühmtheit im elsässischen Klerus. Er schrieb für den Katholik, das Organ des sogenannten Mainzer Kreises, für den elsässischen „Volksfreund“ und für andere Blätter. Joseph Guerber kam 1855 als Vikar zu seinem Bruder nach Hagenau. In Joseph Guerbers Biographie heißt es darüber:

„So ergänzten sich beide Brüder aufs Trefflichste. Die Herzensgüte des einen (Joseph Guerber) bildete das Gegengewicht zur Strenge des anderen und lange Jahre hindurch wussten die Pfarrkinder von St. Georg in Hagenau nicht, was sie mehr bewundern sollten: die herzliche Einfachheit des Vikars oder die herbe, männliche Tugend des Pfarrers.“

1871 ernannte man Joseph Guerber zum Superior des Kleinen Seminars zu Zillisheim, Oberelsass, 1873 kehrte er nach dessen staatlich verfügter Zwangsauflösung nach Hagenau zurück und wurde schließlich 1881 Superior der Barmherzigen Schwestern im Allerheiligenkloster zu Straßburg. Außerdem erhielt er die Ernennung zum Kanonikus und Ehrendomherrn in Straßburg. Die Stellung als geistlicher Vater und Superior der Barmherzigen Schwestern behielt er bei bis zu seinem Tode 1909. Joseph Guerber war ein weithin geschätzter Kanzelredner und viele seiner Predigten sind später im Druck erschienen. Hierzu berichtet der Hagenauer Stadtarchivar André Marcel Burg in seinem Standardwerk über das Kloster Marienthal:

„Einige Wochen später, nachdem das Elsaß durch den Frankfurter Friedensvertrag an Deutschland abgetreten worden war, krönte am 26. September 1871 Bischof Räß, umgeben vom Straßburger Hohen Domkapitel, die Madonna mit dem Kinde. Generalvikar Marulla sang das Hochamt und Joseph Guerber, der spätere Reichstagsabgeordnete, damals noch Vikar bei seinem älteren Bruder in Hagenau, hielt eine hervorragende Predigt, die im Drucke erschien.“

Papst Pius X. erteilte Joseph Guerber kurz vor dessen Tod aus Rom seinen speziellen Segen und man übermittelte dies telegraphisch an den Schwerkranken, der es dankbar aufnahm. Der Priester starb am 16. Juli 1909 in Straßburg und wurde am 18. Juli in der dortigen Kirche St. Charles bestattet. Bischof Adolf Fritzen und Weihbischof Franz Zorn von Bulach gaben ihm das letzte Geleit, ebenso, im Auftrag der Regierung, Hugo Zorn von Bulach, Bruder des Letzteren und Reichstagsabgeordneter.

## Politisches und publizistisches Wirken
Von 1874 bis 1903 war Joseph Guerber Abgeordneter des Deutschen Reichstages in Berlin für den Wahlkreis Gebweiler, heute Guebwiller. Anfangs zählte er sich zu den sogenannten Protestlern, akzeptierte aber später die politischen Gegebenheiten und trat für die Selbstverwaltung der Reichslande Elsaß-Lothringen sowie für die Rechte der katholischen Kirche ein. Das Parlamentsmandat fasste er als Pflicht und Opfer auf, die er seiner elsässischen Heimat brachte. Der Aufenthalt in Berlin war kein Vergnügen für ihn und er schrieb seinen Straßburger Schwestern von dort in einem Brief:

„Ich bitte Gott, daß unsere Schwestern den Geist des Gebetes und der Vereinigung mit Gott mitten unter ihren täglichen Arbeiten bewahren. Dann führen sie ein Leben, das tausendmal edler und verdienstvoller ist, als das meiner geschätzten Kollegen aus dem Reichstage. Sollten die Schwestern das nicht glauben wollen, so mögen sie einmal nur auf ein paar Stunden hierher kommen und dieses Gerede mit anhören. Ich bin sicher, daß sie für immer bekehrt sind.“

Die Priester Jacob Ignatius Simonis (1831–1903), Joseph Guerber und Landolin Winterer (1832–1911) galten als die führenden Köpfe der katholisch-elsässischen Fraktion im Deutschen Reichstag zu Berlin.
Guerber war ab 1846 Leiter des „Kirchen- und Schulblatts“, von 1858 bis 1873 Redakteur des Straßburger „Volksfreundes“, ab 1866 auch Redakteur des „Volksboten“. Außerdem schrieb er im renommierten „Elsässer“, im Mainzer „Katholik“, und in den „Münchner Gelben Blättern“. Seine Zeitungsartikel ließ er wegen seiner exponierten politischen Stellung meist unter dem Pseudonym „Bernhard“ oder dem davon abgeleiteten Kürzel „br“ erscheinen.
Überdies publizierte er mehrere kirchen- und heimatgeschichtliche Bücher. Weit über das Elsass hinaus berühmt wurde 1880 seine vom Mainzer Diözesanadministrator Christoph Moufang angeregte Biographie des Seminarregens und Mitbegründers des Mainzer Kreises, Bruno Franz Leopold Liebermann, ebenso seine Monographie über den Straßburger Bischof Andreas Räß, einen Schüler und Vertrauten Liebermanns. Seine quellengesättigte Biographie über Liebermann ist bis heute ein Standardwerk zur Kirchengeschichte im südwestdeutschen Raum des 19. Jahrhunderts. Im Vorwort dazu schrieb der Reichstagsabgeordnete Joseph Guerber mit einem deutlichen Seitenhieb gegen diejenigen, die den zum Zeitpunkt der Veröffentlichung noch fortwährenden Kulturkampf gegen die katholische Kirche ausgerufen hatten:

„In unseren Tagen eben, wo der ‚Staatsgott‘ an der Kirche in anderer Form das zu vollziehen drohte, was die große Revolution unter Voltaire’s Firma in Frankreich frevelte, ist es an der Zeit, das Leben und Wirken eines Mannes uns zu vergegenwärtigen, welcher Zeuge und Opfer einer viel härteren Verfolgung war, welcher eine grausigere Zerstörung erlebte und am Abschluß derselben als Wiederaufbauer auftrat. Diejenigen, welche durch Gottes Vorsehung bestimmt sind, die Lücken wiederum auszufüllen, die durch den ‚Kulturkampf‘ in Sions heilige Mauern gerissen worden, werden eine leichtere Aufgabe haben als Superior Liebermann vom Mainzer Seminar. Diesem wurde die schwere Aufgabe, nicht nur die von Gott Berufenen zum geistlichen Leben heranzubilden, sondern inmitten einer grenzenlosen Zerfahrenheit die richtige Doctrin aufzustellen und die Entwöhnten unter die richtige Disciplin zu beugen. Der Gedanke, die Geschichte Liebermanns zu schreiben, rührt aus dem Mainzer Seminar her, von dem nunmehrigen würdigen Regens desselben, Dr. Moufang. Als er in Folge der Maigesetze die Räume seines Seminars sich entvölkern sah, stieg vor seiner Seele die Erinnerung an Liebermann auf, der ja im Jahre 1804, in eben diesen geisterhaft leeren Räumen sein Restaurationswerk begann. In dieser Erinnerung an Kämpfe und Kämpfer alter Zeiten lag eine Verheißung für die Zukunft, eine Mahnung zur Ausdauer in der Gegenwart. An Liebermanns Thatkraft und Gottesvertrauen, so wollte es scheinen, müssten sich Gottes Streiter zur Ausdauer emporarbeiten, um dereinst dessen Gotteswerk wieder fortzuführen. Liebermanns Leben müsste ihnen dargestellt werden. Da aber Liebermann durch seine Geburt, seine Vorbildung, sein erstes und letztes Wirken dem Elsaß angehört, so fiel natürlich einem Elsäßer die Aufgabe zu, die halbverwischten Züge seines Lebens wieder aufzufrischen und in einem vollständigen Bilde darzustellen.“

Mehr in seiner elsässischen Heimat verbreitet blieben die lokalgeschichtlichen Novellen: „Erzählungen des alten Bäckerjörg“ (1873), „Niklaus der Schütz“ (1894), „Gottvertrauen“ (1895), „Um den Odilienberg“ (1901), „Der Landsknecht“ (1902), sowie „Aus trüben Zeiten“ (1903). Mit dem ebenfalls aus seinem Heimatort Weissenburg stammenden Karl Marbach verband Guerber eine langjährige Freundschaft, sein Briefwechsel mit dem späteren Straßburger Weihbischof wurde veröffentlicht.

## Nachleben
Abbé Heinrich (Henri) Cetty veröffentlichte nur ein Jahr nach dessen Tod 1910 eine Biographie über Joseph Guerber.
In Straßburg ist die „Rue Joseph Guerber“ nach ihm benannt.

## Werke (Auswahl)
- Haguenau et la Réforme. 1861
- Festpredigt gehalten in Marienthal bei Gelegenheit der Krönung des Gnadenbildes durch Bischof Andreas Räß von Straßburg, am 25. September 1871. Strassburg 1871
- Festpredigt bei Anlaß des 25-jährigen Jubiläums des Pfarrers Philippi in Molsheim, den 20. April 1879 gehalten. Verlag Paul Hoffmann, Mömpelgard (Montbéliard) 1879
- Trauer-Rede auf den Herrn Baron Peter Rielle von Schauenburg. 1882
- Andreas Räß, Bischof von Straßburg. Herder-Verlag, Freiburg
- Bruno Franz Leopold Liebermann. Herder-Verlag, Freiburg 1880
- Erzählungen des alten Bäckerjörg. 1873
- Niklaus der Schütz. 1894
- Gottvertrauen. 1895
- Um den Odilienberg. 1901
- Der Landsknecht. F. Sutter & Comp., Rixheim 1902
- Aus trüben Zeiten. 1903
- Bauern- und Schwedenkrieg im Elsass. 1929